# 피테르 포옐
피테르 포옐(Piter Poel, 1760년 6월 17일 ~ 1837년 10월 3일)은 러시아의 외교관 겸 정치가이다.
러시아계와 독일계와 네덜란드계의 혼혈 출신이며 어린 시절 이름은 피예테르 페트루스 포옐(Pieter Petrus Poel)인데 1768년에 피테르 포옐(Piter Poel)로 개명하였다.
그는 러시아 제국에서 알아주는 네덜란드 외교통이었으며 훗날 러시아 제국 추밀원 예하 외교행정비서관 직책을 지냈다.